# Sidraž
Sidraž – wieś w Słowenii, w gminie Cerklje na Gorenjskem. W 2018 roku liczyła 45 mieszkańców.